# Junyo Maru (schip, 1913)
De Junyo Maru (Japans: 順陽丸) was een Japans vrachtschip dat in de Tweede Wereldoorlog op 18 september 1944 werd getorpedeerd door de Britse onderzeeboot HMS Tradewind met ongeveer 5600 doden als gevolg.
Het is een van de grootste scheepsrampen in de geschiedenis met bijna vier keer zoveel doden als bij de Titanic waar in april 1912 zo'n 1500 slachtoffers vielen.
Het schip werd in 1913 voor Lang & Fulton gebouwd door Robert Duncan Co. te Glasgow. Het was onderweg van Java naar Sumatra met naast de bemanning nog 2300 Amerikaanse, Australische, Britse en Nederlandse krijgsgevangenen en 4200 Javaanse werkslaven (Romoesja's). Ze waren allen bestemd om aan de 220 kilometer lange Pekanbaru-spoorweg tussen Pekanbaru en Muaro te werken. Het Japanse woord Yunyo betekent havik; Maru wordt al sinds 1493 gebruikt om een schip aan te duiden.

## Inleiding
In september 1943 werd door de werksoldaten begonnen met de bouw van de Pekanbaru-spoorweg van Pekanbaru naar Muaro op Sumatra. Eerst werd een spoordijk aangelegd. Deze spoorlijn werd gebouwd door krijgsgevangenen en Romoesja's. De krijgsgevangenen werden vanaf mei 1944 aan het werk gezet en zij legden de spoorbaan aan.
In de voormalige kazerne van het 10e infanterie bataljon van het Koninklijk Nederlandsch-Indisch Leger (KNIL) in Batavia, werden krijgsgevangenen vastgehouden van verschillende nationaliteiten en van verschillende legeronderdelen. Nieuwe gevangenen uit andere delen van de archipel werden naar andere kazernes getransporteerd. Deze gevangenen werden slecht behandeld. Meestal kregen ze niet te horen waar ze heen werden gebracht of wat er zou gebeuren.
Een groep van 1600 mannen bereidde zich in de nacht van 15 op 16 september 1944 voor op een transport. Deze mannen waren eerder gezond verklaard en zouden de reis kunnen volbrengen. Waarheen de reis hen zou brengen en wat hen te wachten stond, werd hen niet verteld. Het grootste deel van de groep bestond uit leden van de vroegere Stadswacht van Batavia. Verder waren er ook Britse, Australische en Amerikaanse gevangen militairen. Uit deze groep waren door de Japanners ongeveer driehonderd KNIL-militairen geselecteerd. Deze groep bestond uit Nederlanders, Ambonezen en Manadonezen. Ook een relatief kleine groep van burgers en zeelieden behoorde tot het transport.
De groep werd op vrijdagmorgen 15 september per trein vanaf het Station Pasar Senen naar de haven van Batavia, Tanjung Priok, vervoerd. In de haven lag een oud schip dat de Junyo Maru bleek te zijn.
Bij aankomst in de haven werden ruim 4200 Romoesja's in het ruim gestouwd. Vervolgens werd de groep die per trein naar de haven was aangevoerd, bestaande uit ongeveer 1100 Nederlandse — en ongeveer 1100 Britse en Amerikaanse krijgsgevangenen, het schip in gedreven.

## Aan boord van het schip
Het schip vertrok op zaterdag 16 september 1944 vanuit de haven van Batavia in noordwestelijke richting. De Junyo Maru werd geëscorteerd door twee Japanse korvetten. Vermoedelijk waren ongeveer 100 Japanners aan boord die de reis begeleidden. De gevangenen kregen nog steeds niet te horen waar de reis heen zou gaan. De opvarenden zagen wel, dat het schip erg oud was en in zeer slechte staat verkeerde. Achterstallig onderhoud was zichtbaar en overal was er roest.
Door de hitte en de viezigheid braken aan boord ziekten als dysenterie uit. Het beetje water dat aanwezig was, was niet bestemd voor de gevangenen, maar voor de Japanners die de reis begeleidden. De gezondheid van de gevangenen ging snel achteruit.
De omstandigheden waren verre van ideaal aan boord. De hitte was ondraaglijk, maar toen de zuidwestkust van Sumatra in zicht kwam, werd het weer zeer slecht. Het regende en de temperatuur daalde. De volgende dag was het opnieuw heet. Door uitputting waren er al enkele gevangenen gestorven. Deze gevangenen werden zonder ceremonie overboord gegooid.
Op maandagmiddag, 18 september, deed een zware explosie het schip schudden. Delen van het schip vlogen alle kanten uit. Daarna was het doodstil op het schip. Om paniek te voorkomen deelden de Japanners mee dat de motoren van het schip waren uitgevallen. Kort daarna was een tweede explosie te horen. Een vrachtwagen, die in het ruim stond, raakte los uit zijn sjorringen en verpletterde enkele opvarenden. Overlevenden kropen over elkaar heen, liepen naar het dek en sprongen in zee, ook al konden sommigen niet zwemmen. Velen konden zich redden door zich vast te houden aan vlotten. Op dat moment was het nog tamelijk rustig aan boord, niet iedereen realiseerde zich dat het schip zinkende was.
Uiteindelijk duurde het twintig minuten voordat het schip zonk, op vijftien kilometer ten westen van Bengkulu voor de zuidwestkust van Sumatra. Vermoedelijk hebben maar 200 werksoldaten de ramp overleefd. Van de krijgsgevangenen, burgers en Japanse bemanningsleden hebben ongeveer 675 opvarenden de ramp overleefd. Het schip werd later genoemd als een van de Japanse helleschepen.

## HMSTradewind

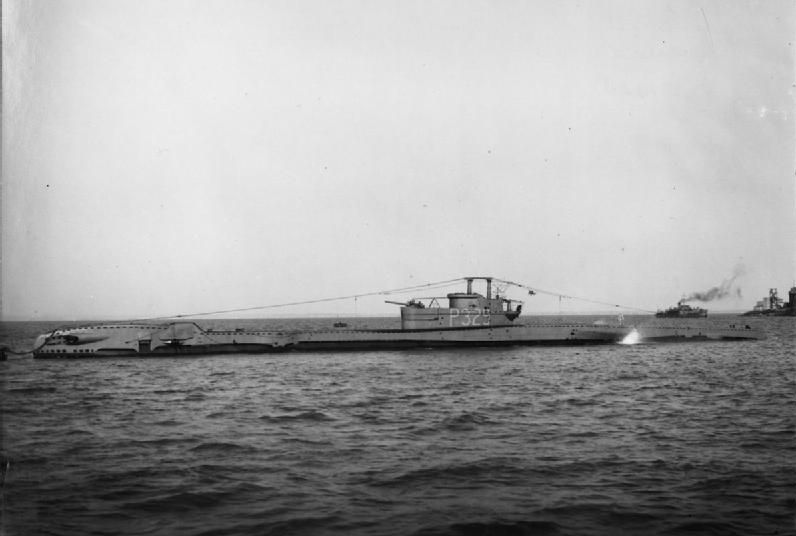
HMS Tradewind.

De Tradewind, die in januari 1944 aan de onderzeebootvloot van de geallieerden was toegevoegd, had als opdracht Japanse vrachtschepen te torpederen om te voorkomen dat de Japanners hun troepen in Nederlands-Indië konden bevoorraden.
Op 8 september 1944 verliet de Tradewind de haven van Trincomalee op Sri Lanka voor een patrouille langs de west- en zuidkust van Sumatra. Op 17 september had commandant Maydon van de HMS Tradewind geconstateerd dat de high power periscoop en de radar defect waren. Besloten werd om nog een dag te patrouilleren bij de zuidwestkust van Sumatra tussen Bengkulu en Padang. Via een low power periscoop van de onderzeeër werd een sliert rook aan de horizon gezien. Commandant Maydon besloot om dichterbij te gaan varen. Enkele uren later bleek het om de Junyo Maru met haar twee begeleidingschepen te gaan. Vier torpedo's werden gelanceerd, waarvan twee de Junyo Maru troffen. Enkele minuten later werden vanaf de Japanse begeleidingschepen drie dieptebommen in het water gegooid. Op dat moment was de Tradewind alweer ondergedoken. Bij gebrek aan een werkende high power periscoop was Maydon niet in staat te zien hoe zwaar bewapend de begeleidende schepen waren en of er vliegtuigen aanwezig waren. De onderzeeër voer weg in zuidoostelijke richting, richting Straat Soenda, en hervatte daar de patrouille.
Eind 1942 had het Internationale Rode Kruis er bij Japan op aangedrongen om de Conventie van Genève te respecteren. Dit betekende dat Japan zich moest houden aan voorschriften over bijvoorbeeld de wijze waarop men om dient te gaan met krijgsgevangenen. Zo moest bij vervoer van gevangenen een groot rood kruis zichtbaar zijn, opdat de geallieerden konden weten dat het schip met rust gelaten moest worden. Op haar laatste reis voerde de Junyo Maru echter geen rood kruis.

## Redding door de korvetten
Een half uur nadat het schip was gezonken, kwam een van de begeleidende korvetten terug om drenkelingen op te pikken. Dit gebeurde maar mondjesmaat; de overige drenkelingen moesten zich zien te redden in open zee en moesten trachten om naar de kust te zwemmen.
De opgeviste drenkelingen hielden elkaar wakker aan boord van een van de korvetten. Gevangenen die in slaap waren gevallen of verzwakt waren, werden zonder pardon weer overboord gegooid. De gevangenen die niet overboord werden gegooid, werden later als slaven ingezet bij de aanleg van de 220 kilometer lange spoorlijn tussen Pekanbaru (in de huidige provincie Riau) en Muaro (tegenwoordig provincie West-Sumatra).

## Monumenten

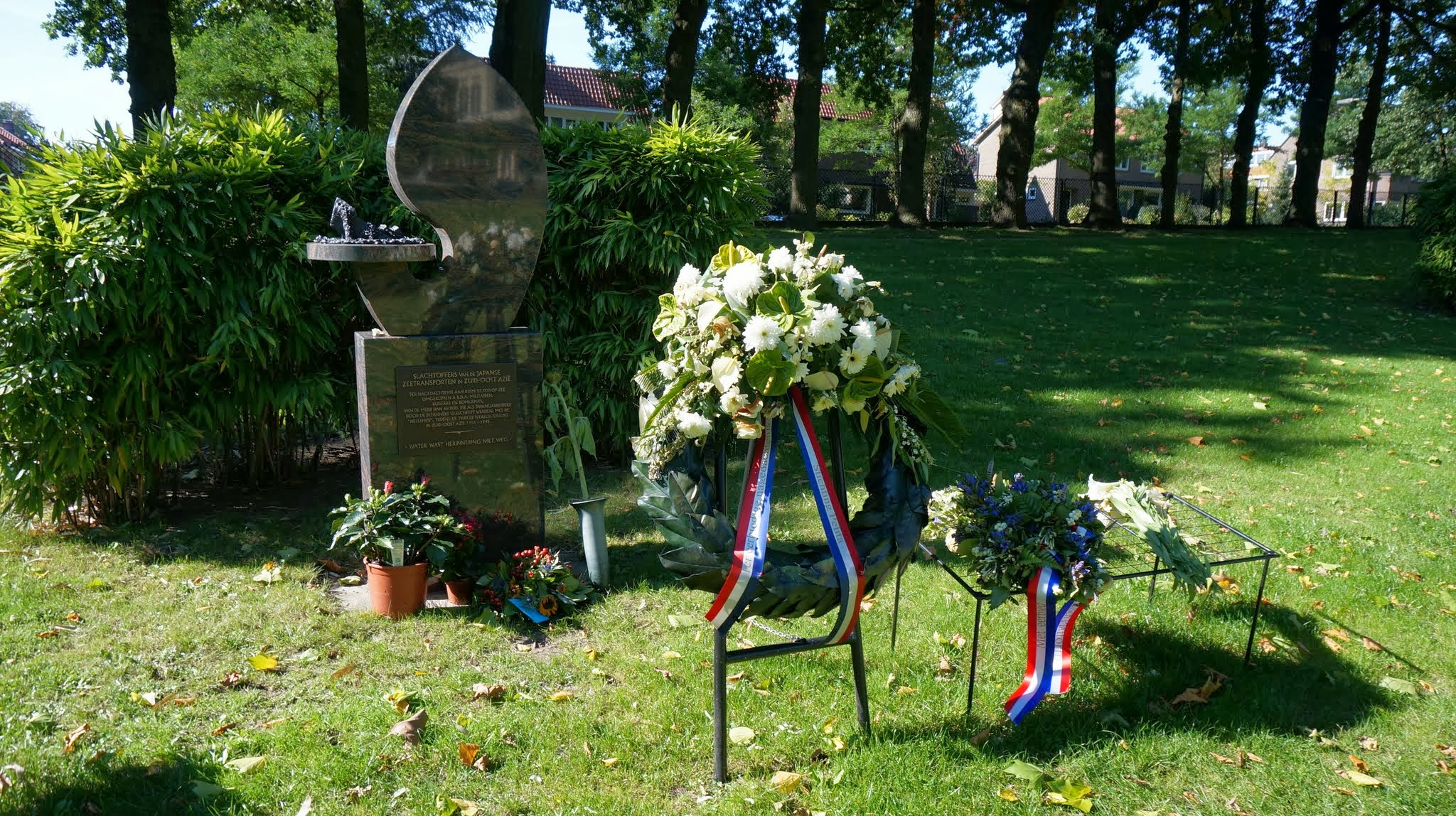
Krans bij het monument Japanse Zeetransporten, ter herdenking van 22.000 slachtoffers waaronder het transport in 1944

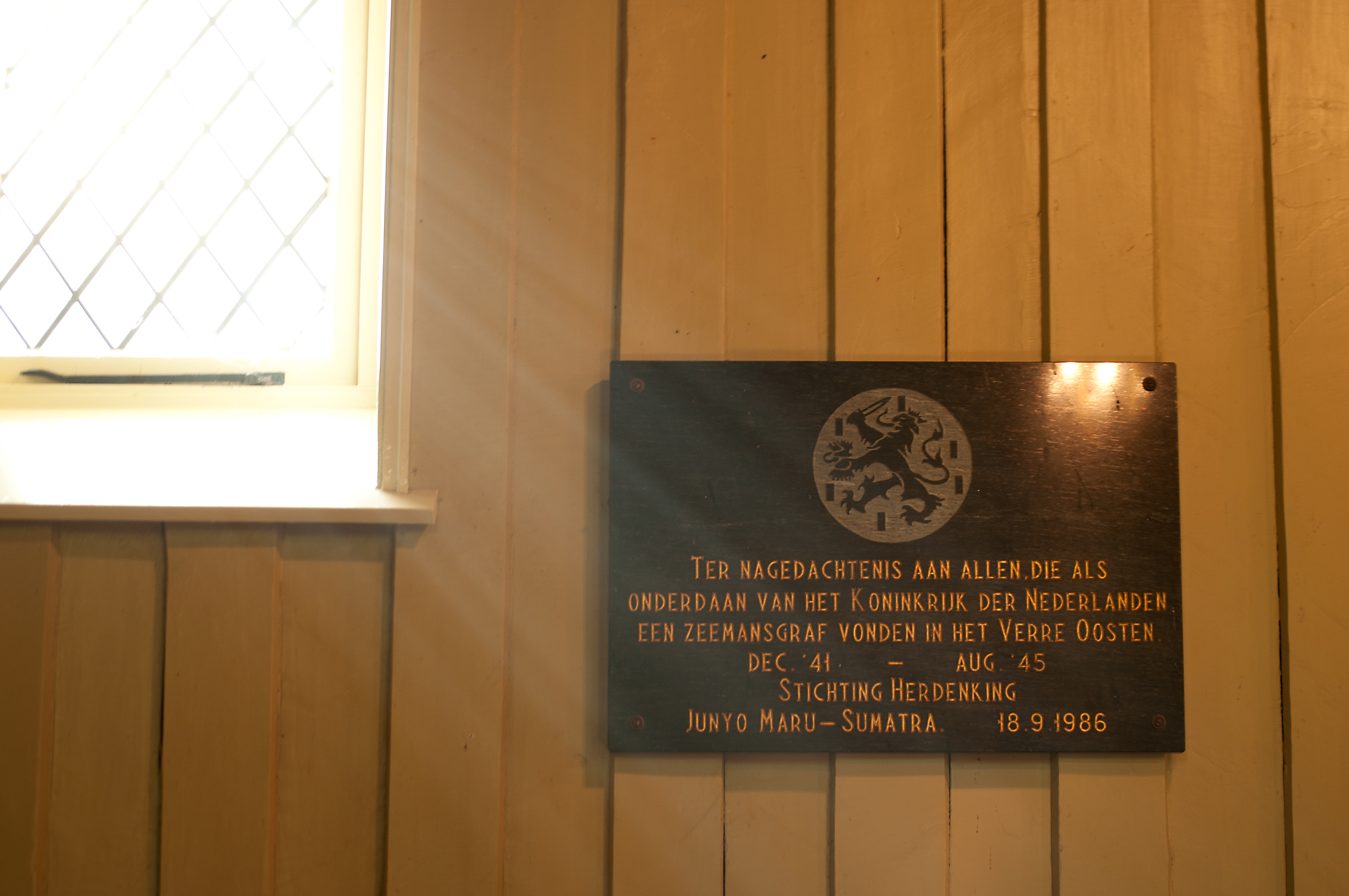
Plaquette in de kapel van Ereveld Loenen

Op Ereveld Leuwigajah in Indonesië is op 21 september 1984 een plakkaat geplaatst. Er wordt jaarlijks op 18 september herdacht dat het Junyo Maru werd getorpedeerd. In Bronbeek in Arnhem bevindt zich het monument Japanse Zeetransporten ter nagedachtenis van 22.000 slachtoffers die door Japanse zeetransporten zijn omgekomen. In de kapel van Ereveld Loenen bevindt zich een plaquette uit 1986 van stichting Herdenking Junyo Maru-Sumatra.

## Trivia
- De mannen moesten hun ontlasting op een pisangblad aan de Japanners laten zien, om vast te laten stellen dat ze geen dysenterie hadden.
- De Japanners hielden geen goede administratie bij. Het is nooit duidelijk geworden, wie allemaal aan boord waren. Er bestaan lijsten met opvarenden en slachtoffers, maar deze lijsten zijn niet compleet.
- Een overlevende was de vader van de schrijfster Marion Bloem. De schrijver Adriaan van Dis heeft al verscheidene malen te kennen gegeven dat zijn vader niet aan boord van de Junyo Maru was, en dat hij zich had vergist toen hij meedeelde dat zijn vader ook een overlevende van deze ramp was. Een andere overlevende was Pieter Dirk Timmermans, die al zwemmend de kust kon bereiken, hij had zijn goede conditie te danken aan de roeisport. Pieter was diverse malen Nederlands kampioen skiff.
- Onder de KNIL-militairen bevonden zich ook Surinamers, tien van hen zijn omgekomen.[1]